# Ulisse e le Sirene
Ulisse e le Sirene (The Sirens and Ulysses) è un grande dipinto ad olio su tela dell'artista inglese William Etty, esposto per la prima volta nel 1837. Raffigura la scena dell'Odissea di Omero in cui Ulisse (Odisseo) resiste al canto ammaliante delle sirene facendosi legare dall'equipaggio della sua nave, mentre a loro viene ordinato di tapparsi le orecchie per non udirle.
Mentre tradizionalmente le sirene erano raffigurate come mezze uccello e mezze umane, Etty le ritrasse come giovani donne nude, su un'isola disseminata di cadaveri in vari stati di decomposizione. Il dipinto divise l'opinione pubblica al momento della sua prima mostra, con alcuni critici che lo ammirarono molto e altri che lo derisero definendolo insipido e sgradevole. Forse a causa delle sue dimensioni insolitamente grandi, 442,5 cm x 297 cm, inizialmente il lavoro non trovò acquirenti, e fu acquistato ad un prezzo d'occasione nello stesso anno dal commerciante di Manchester Daniel Grant. Grant morì poco dopo e suo fratello donò Ulisse e le Sirene alla Royal Manchester Institution.
Ulisse e le Sirene fu dipinto con una tecnica sperimentale, che fu la causa per la quale cominciò a deteriorarsi non appena completato. Inizialmente fu esposta in una grande mostra londinese sulle opere di Etty nel 1849 e alla Mostra dei Tesori d'arte nel 1857 a Manchester, ma fu poi considerata non adatta all'esposizione continua, a causa del suo cattivo stato, e fu collocata negli archivi della galleria. Il restauro sull'opera è iniziato nel 2003, e solo nel 2010 venne esposta nella Galleria d'Arte di Manchester, oltre 150 anni dopo essere stata spedita in deposito.

## Formazione

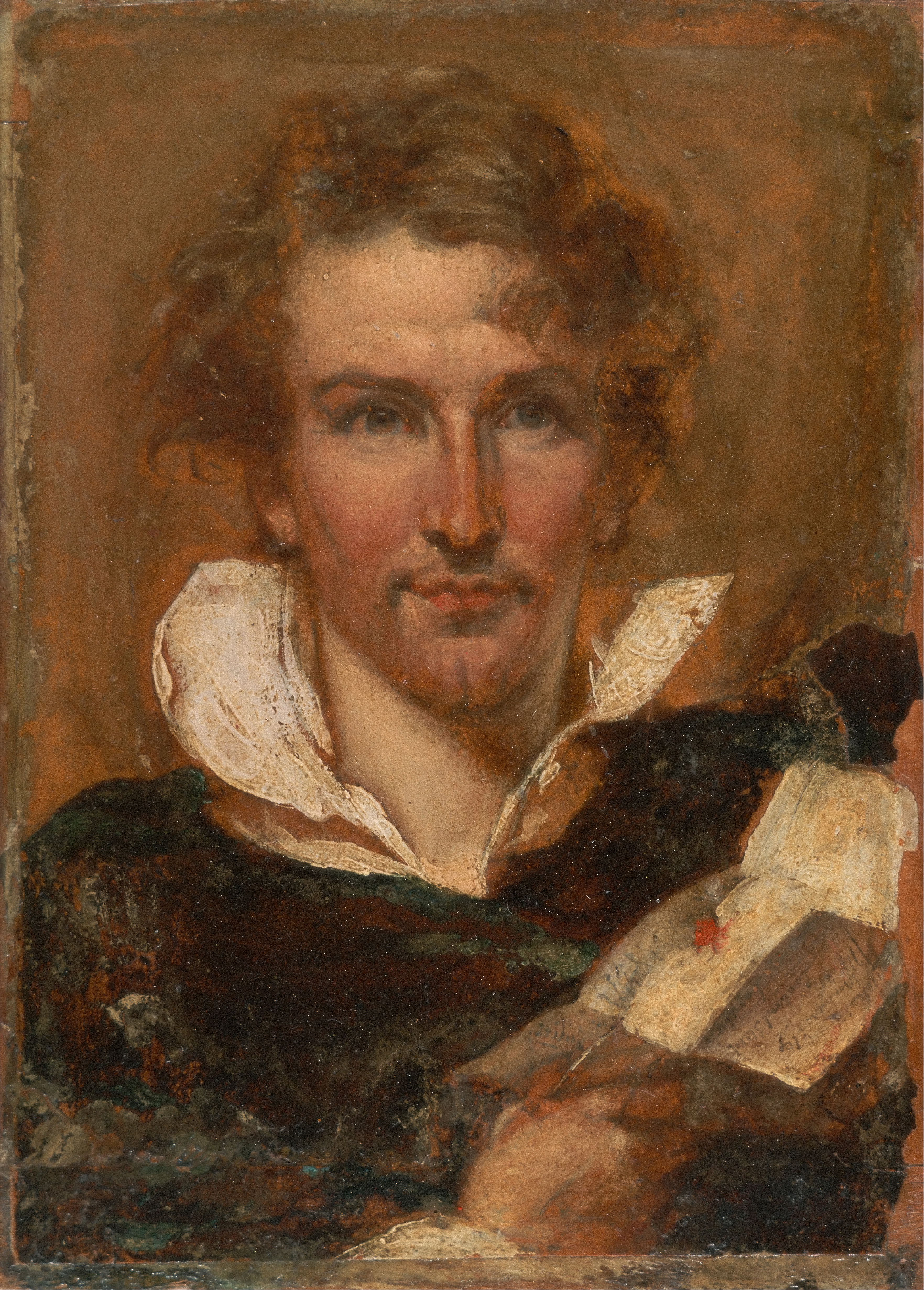
William Etty (autoritratto, 1823)

William Etty nato a York (1787–1849), fu originariamente un apprendista tipografo a Hull, ma dopo aver completato il suo apprendistato all'età di 18 anni si trasferì a Londra per diventare un artista. Fortemente influenzato dalle opere di Tiziano e Rubens, divenne famoso per la pittura di nudi in ambienti biblici, letterari e mitologici. Mentre molti dei suoi pari lo ammiravano particolarmente e lo elessero a pieno titolo Accademico reale nel 1828, altri condannarono il contenuto del suo lavoro come indecente.
All'inizio della sua carriera Etty fu molto apprezzata dal ricco avvocato Thomas Myers, che avendo studiato all'Eton College, aveva una buona conoscenza 
della mitologia classica. Dal 1832 in poi Myers scrisse regolarmente a Etty per suggerire potenziali soggetti per i dipinti. Myers era convinto che esistesse un mercato significativo per dipinti di grandi dimensioni e incoraggiò Etty a realizzare tali opere. Nel 1834, suggerì il tema di Ulisse ("Odysseus" nell'originale greco) che incontra le sirene, una scena dell'Odissea in cui l'equipaggio di una nave passa davanti all'isola casa delle sirene. Durante la traversata Ulisse tappa le orecchie ai compagni e si fa legare all'albero maestro della nave per udire il canto delle sirene, che trae a morte certa tutti coloro che le ascoltano, fino a quando non superarono lo scoglio dell'isola.
Il tema dell'incontro di Ulisse con le sirene ben si addiceva al gusto di Etty; come scrisse all'epoca: «Il mio scopo in tutti i miei grandi quadri è quello di dipingere una grande morale nel cuore... l'importanza di resistere alle DELIZIE SENSUALI».

## Composizione e ricezione

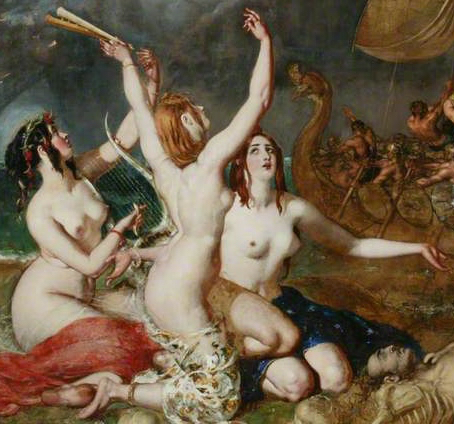
Le sirene sono simili nell'aspetto e il dipinto raffigura probabilmente lo stesso modello in tre pose diverse.

Ulisse e le Sirene mostra tre sirene che cantano su un'isola, circondate dai cadaveri in putrefazione dei marinai morti. Sullo sfondo è visibile Ulisse legato all'albero maestro della sua nave, mentre sullo sfondo si alzano nuvole scure.
Ulisse appare più grande dei suoi compagni marinai, mentre le sirene allungano le braccia nelle tradizionali pose drammatiche. Le tre sirene sono molto simili nell'aspetto e infatti il biografo di Etty, Leonard Robinson, ritiene probabile che Etty abbia dipinto lo stesso modello in tre pose diverse.  Robinson considera le loro pose classiche il risultato della frequentazione permanente di Etty alle lezioni di vita dell'Accademia, dove i modelli erano sempre in pose tradizionali,  mentre l'ex curatore della York Art Gallery Richard Green considera la loro posa un tributo alle Nereidi in Lo sbarco a Marsiglia di Rubens, un'opera che Etty ha ammirato e di cui ha fatto una copia nel 1823.
L'aspetto fisico delle sirene non è descritto nell'Odissea, e la loro tradizionale rappresentazione greca era quella di chimere uccello-leone o uccello-uomo. Etty ha razionalizzato l'aspetto completamente umano delle sue sirene spiegando che le loro forme sono diventate completamente umane una volta uscite dal mare, un approccio seguito da un certo numero di pittori successivi del soggetto. 
Etty ci mise un grande impegno nel dipinto, compresa la visita a un obitorio per disegnare i modelli per i corpi morti e in decomposizione sull'isola delle sirene. Il suo uso di cadaveri veri divenne pubblicamente noto, causando lamentele da parte di alcuni critici. Sebbene infatti avesse visitato Brighton nel 1836 per fare studi sul mare in relazione al dipinto, Etty aveva poca esperienza di pittura di paesaggi e paesaggi marini, e la pittura del mare e delle nuvole risultava piuttosto rudimentale rispetto al resto del lavoro.
Il dipinto, misurando 442,5 cm per 297 cm, era l'opera più grande di Etty fino a quel momento. L'opera fu completata nel 1837 ed esposta alla Royal Academy of Arts nello stesso anno, e appesa nel nuovo edificio dell'Accademia a Trafalgar Square (ora National Gallery). Il lavoro, e i metodi di Etty per realizzarlo, divisero da subito l'opinione pubblica: The Gentleman's Magazine lo considerò «di gran lunga il miglior [dipinto] che il signor Etty abbia mai dipinto... è un'opera storica di prim'ordine, e abbonda di bellezze di ogni genere», mentre The Spectator la descrisse come "una disgustosa combinazione di voluttà e ripugnante putritudine, brillante nei colori e meravigliosa nell'esecuzione, ma concepito nel peggior gusto possibile».

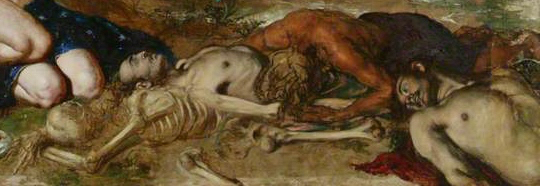
I corpi in putrefazione sull'isola delle sirene sono stati tratti da cadaveri veri, offendendo alcuni critici.

Forse a causa delle sue dimensioni, Ulisse e le Sirene non riuscì a vendere all'Esposizione estiva del 1837.  Nell'ottobre 1837 il ricco mercante di cotone di Manchester Daniel Grant, un ammiratore di Etty che gli aveva già commissionato Venere e le sue colombe, incontrò Etty alle corse di Heaton Park e si offrì di acquistare Ulisse e le Sirene e il più piccolo e sconosciuto Sansone tradito da Delilah per un totale di £200. Etty sperava in £400 per i due dipinti, ma quando Grant gli disse che la sua azienda aveva perso £100.000 quell'anno offrì un prezzo di £300 per la coppia. Grant offrì £ 250 (circa £ 23,000 nei termini odierni), che Etty rifiutò. Uscendo alla fine della serata, Grant disse improvvisamente: "Prenderai i soldi?", sorprendendo Etty, che nella sua sorpresa acconsentì. Grant morì poco dopo, lasciando il dipinto a suo fratello William, che a sua volta lo donò alla Royal Manchester Institution nel 1839.
Etty considerava il dipinto la sua opera migliore, insistendo sul fatto che costituisse il fulcro della sua mostra personale della Royal Society of Arts del 1849. La Royal Manchester Institution era preoccupata che il dipinto sarebbe stato danneggiato se spostato, rifiutandosi di consentirne l'uso nella mostra fino a quando Etty e un certo numero di amici influenti non hanno visitato Manchester per pregarli di rilasciarlo. Etty morì nello stesso anno e il suo lavoro ebbe un breve boom di popolarità. interesse per lui diminuì nel tempo e alla fine del XIX secolo il costo di tutti i suoi dipinti era sceso al di sotto dei prezzi originali. Poiché è stato raramente esposto, Ulisse e le Sirene ha avuto poca influenza sugli artisti successivi, sebbene sia accreditato come un'influenza su Il pescatore e la sirena di Frederic Leighton del 1858.

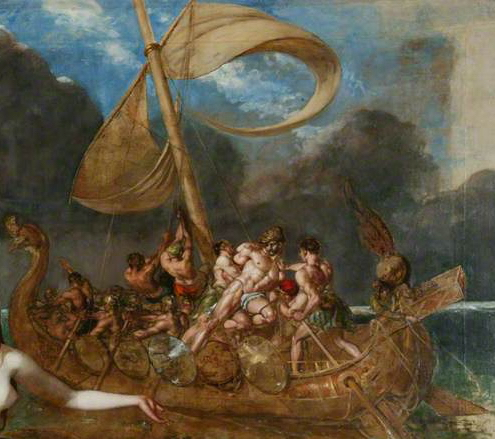
L'Ulisse legato è mostrato come considerevolmente più grande dei suoi compagni.

(William Etty)

## Rimozione e restauro
Etty aveva usato tecniche sperimentali per realizzare Le sirene e l'Ulisse, usando una colla forte come stabilizzante della vernice che faceva seccare la vernice e si sfaldava una volta asciutta, un problema aggravato dalle grandi dimensioni del dipinto che lo faceva flettere ogni volta che è stato spostato. Dal momento in cui fu completo iniziò a deteriorarsi. Dopo essere stato esposto all'Art Treasures Exhibition del 1857, fu considerato in condizioni troppo povere per l'esposizione pubblica e fu collocato in un deposito a lungo termine negli archivi della Royal Manchester Institution e del suo successore, la Manchester Art Gallery. A metà del XX secolo ci furono una serie di tentativi falliti di riparare Le sirene e l'Ulisse, ma un tentativo di pulire il dipinto involontariamente danneggiò ulteriormente la vernice.
Nel 2003, lo staff della Manchester Art Gallery ha stabilito che se non fossero stati intrapresi lavori di conservazione, il dipinto sarebbe presto stato irreparabile. La Fondazione Esmée Fairbairn e AXA Art Insurance hanno finanziato il restauro. Una tela sostitutiva a cui il dipinto era stato attaccato negli anni '30 è stata rimossa. Successivamente, è stata utilizzata una miscela di colla di colla di pesce e gesso per ripristinare la superficie del dipinto e la vernice aggiunta durante il precedente tentativo di restauro è stata rimossa. Sul retro del dipinto è stato aggiunto un nuovo doppio strato di tela e i tre strati sono stati incollati insieme.
Nel 2006 il dipinto riparato è stato riportato dagli studi di conservazione alla Manchester Art Gallery. La sezione Galleria Nove del MAG è stata trasformata in uno studio temporaneo, aperto al pubblico per assistere ai lavori di ritocco finale fino al completamento nel 2010, e Le Sirene e Ulisse è attualmente esposto nella Galleria Tre.

## Commenti
1. ↑  Robinson (2007, pag. 189) ritiene che Myers si fosse sbagliato sulla sua convinzione che ci fosse un mercato significativo per i grandi dipinti di donne nude. I compratori d'arte non erano più principalmente membri dell'aristocrazia terriera, ma mercanti che avevano meno probabilità di avere spazi a disposizione per appendere opere molto grandi. Per questa nuova classe di acquirenti era anche meno probabile avere camere separate per gli uomini e le donne della famiglia, e le donne erano molto suscettibili di obiezione per le grandi immagini di nudo in stanze utilizzate per intrattenere gli ospiti.